# Heterophleps quadrinotata
Heterophleps quadrinotata är en fjärilsart som beskrevs av Walker 1863. Heterophleps quadrinotata ingår i släktet Heterophleps och familjen mätare. Inga underarter finns listade i Catalogue of Life.